# Гартленд (Коннектикут)
Гартленд (англ. Hartland) — місто (англ. town) в США, в окрузі Гартфорд штату Коннектикут. Населення — 1901 особа (2020).

## Демографія
Згідно з переписом 2010 року, у місті мешкало 2114 осіб у 789 домогосподарствах у складі 627 родин. Було 856 помешкань
Расовий склад населення:
| - 97,2 % — білих - 0,8 % — азіатів - 0,4 % — чорних або афроамериканців - 0,3 % — корінних американців |

До двох чи більше рас належало 1,1 %. Частка іспаномовних становила 0,6 % від усіх жителів.
За віковим діапазоном населення розподілялося таким чином: 22,1 % — особи молодші 18 років, 64,4 % — особи у віці 18—64 років, 13,5 % — особи у віці 65 років та старші. Медіана віку мешканця становила 45,2 року. На 100 осіб жіночої статі у місті припадало 100,8 чоловіків;  на 100 жінок у віці від 18 років та старших — 98,1 чоловіків також старших 18 років.
Середній дохід на одне домашнє господарство  становив 111 529 доларів США (медіана — 94 569), а середній дохід на одну сім'ю — 123 560 доларів (медіана — 98 684). Медіана доходів становила 77 885 доларів для чоловіків та 67 250 доларів для жінок. За межею бідності перебувало 3,0 % осіб, у тому числі 4,0 % дітей у віці до 18 років та 2,9 % осіб у віці 65 років та старших.
Цивільне працевлаштоване населення становило 1004 особи. Основні галузі зайнятості: освіта, охорона здоров'я та соціальна допомога — 20,8 %, виробництво — 17,6 %, будівництво — 15,7 %.